# Tutta colpa della musica
Tutta colpa della musica è un film del 2011 diretto da Ricky Tognazzi.

## Trama
Il toscano Giuseppe, dopo una vita passata a lavorare in una ditta di Biella, giunge alla meritata pensione; ma ben presto è costretto a confrontarsi con la noia della vita del pensionato.
La moglie Grazia, aderente ad un gruppo di testimoni di Geova, in cui ha coinvolto anche la figlia Chiara, organizza riunioni a casa sua a sfondo religioso; per sfuggirvi, su consiglio dell'amico Napoleone detto Napo, Giuseppe inizia a frequentare il coro che l'uomo gestisce insieme all'ex Patrizia in conflitto con il gruppo alpino locale.
Durante le prove conosce Elisa, affascinante donna di cui si invaghisce subito.
Fattosi assumere inizialmente come bidello alla casa della musica, Giuseppe riesce ad entrare nel coro e ad avvicinarsi ad Elisa, finendo a passare una notte con lei. Elisa, sposata con un malato terminale che assiste insieme all'infermiera Renza, un'altra componente del coro, e madre di due figli, decide di fare un passo indietro riportando il rapporto alla sola amicizia.
Dopo un'esibizione a Torino, Giuseppe riaccompagna Elisa a Biella dove uno dei figli di lei vedendoli insieme l'accusa di aver già moralmente sepolto il padre; Elisa decide allora di allontanarsi da Giuseppe che mollata la famiglia si trasferisce da Napo, mollato a sua volta dalla sua ultima conquista; inoltre poco dopo Chiara, che ha finalmente preso le distanze dalla madre fidanzandosi col figlio del farmacista, annuncia al padre di aspettare un figlio.
Dopo diversi giorni, Giuseppe e Napo scoprono che senza Elisa e Patrizia il coro si è sciolto, lasciando la sala prove al gruppo degli alpini; per la rabbia Napo si butta in una folle corsa in bicicletta seguito in macchina da Giuseppe e giunto in cima alla collina è colto da un attacco cardiaco. Ricoverato in ospedale in gravi condizioni, Napo chiede a Giuseppe di vedere Patrizia, accortosi di aver sempre amato lei, che poco dopo giunge in ospedale con Elisa, a cui in punto di morte chiede di rimettere insieme il coro. Dopo la morte di Napo, Elisa torna ad occuparsi del marito, mentre Giuseppe decide di restare a casa dell'amico.

## Distribuzione
La pellicola è uscita nelle sale il 9 settembre 2011.